# Jeanine Baude
Pour les articles homonymes, voir Baude.
 (octobre 2023).
Si vous disposez d'ouvrages ou d'articles de référence ou si vous connaissez des sites web de qualité traitant du thème abordé ici, merci de compléter l'article en donnant les références utiles à sa vérifiabilité et en les liant à la section « Notes et références ».
Jeanine Baude, née le 18 octobre 1946  à Eyguières et morte le 27 décembre 2021, est une poétesse, écrivaine et critique française.

## Biographie
Jeanine Baude, après un DEA de Lettres Modernes (Aix-en-Provence U1), a conduit une vie professionnelle intense. Durant son installation à Paris, elle a accompli de nombreux voyages dont ses livres témoignent, plusieurs résidences d'écrivains ont récompensé son travail. Elle aime à dire « J'écris avec mon corps, je marche avec mon esprit » ou bien « Je commets le délit d'écriture » ainsi explorer l'indéfinissable champ.
Elle a publié une trentaine de livres, essais, récits, poésie.
Prix de poésie Antonin-Artaud (1993). Grand prix de poésie Lùcian-Blaga pour l'ensemble de son œuvre poétique décerné par l'université de Cluj-Napoca (Roumanie) en 2008.
Elle a collaboré à de nombreuses revues européennes et étrangères et fut membre du comité de rédaction de la revue Sud de 1992 à 1997.
Membre du comité de rédaction de la revue L'Arbre à Paroles (Belgique), de nombreux extraits de ses œuvres ont été traduits en anglais, espagnol, italien, biélorusse, slovaque, etc.
Présidente du jury du prix du poème en prose, elle a été responsable de l'association Les Amis de Louis Guillaume et secrétaire générale du PEN club français pendant plusieurs années.

## Citation
« Une vie d'écrivain, une vie de femme, une vie de lutte. La passion des mots, de la lecture depuis l'enfance, enfin tout naturellement de l'écriture. Une éthique: Écrire, c'est résister. »

## Œuvres
- Oui, La Rumeur libre Éditions juin 2017
- Ouessant "L'île baguée de ses cinq phares" avec des dessins de David Hébert, Les Vanneaux,, 2016
- Œuvres poétiques, tome I, préface de José Manuel de Vasconcelos La Rumeur Libre, 2015
- Hokusai Ushant (acryliques de Lydia Padellec), Editions de la Lune bleue, 2015
- Soudain, La Rumeur Libre éditions, 2015
- Aveux simples, Voix d'Encre, 2015
- Emma Goldman : "Non à la soumission", Actes-Sud junior, 2011
- Juste une pierre noire, coédition Éditions Bruno Doucey / Éditions du Noroît, 2010
- Le Goût de Buenos Aires, Mercure de France, 2009
- New York is New York, Tertium Éditions, 2006
- Rêver son rêve, gravures de Claire Chauveau, Atelier Tugdual, 2005
- Le Chant de Manhattan, Seghers, 2005
- Colette à Saint-Tropez, Images en Manœuvre éditions, 2004
- L’Adresse à la voix, Rougerie, 2003
- Venise, Venezia, Venessia, Éditions du Laquet, 2002
- Ile Corps Océan, coédition L’Arbre à Paroles / Écrits des Forges, 2001 ; Île corps océan/Isla cuerpo océano (traduction en espagnol de Porfirio Mamani Macedo, L'Arbre à Paroles (Belgique), 2007 3e édition en 2013.É
- Le Bol du matin, Éd. Tipaza, 2001
- Labiales, avec Jean-Paul Chague et Michel Carlin, A. Benoit, 2000
- Un bleu d'équinoxe, avec des encres de Michel Carlin, A. Benoit, 2000
- Incarnat désir, Rougerie, 1998
- Océan, Rougerie, 1995
- Concerto pour une roche, Rougerie, 1995
- Correspondance René Char - Jean Ballard 1935-1970, Rougerie, 1993
- C'était un paysage, Rougerie, 1992, Prix Artaud 1993
- Parabole de l'Éolienne, Rougerie, 1990
- Ouessanes, avec une linogravure de Pierre Cayol, Sud, 1989

### Anthologie
- L'Année poétique, Seghers, 2005 et 2007
- Poésies de langue française, Seghers, 2008
- Enfances, Edition Bruno Doucey, 2012
- Voix Vives de méditerranée en méditerranée, 2013
- La poésie au cœur des arts, Editions Bruno Doucey, 2014
- L'insurrection poétique, manifeste pour vivre ici, Editions Bruno Doucey, 2015
- Slovenské pohl'ady, Litteradné centrum , Bratislava, 1999